# Nattfödd
Nattfödd (рус. Рождённый в ночи) — четвёртый студийный альбом финской фолк-метал-группы Finntroll, выпущенный 19 апреля 2004 года лейблом Century Media.
Это второй и последний альбом Finntroll с вокалом Тапио Вильска (и единственный из двух, выполненный в металлическом стиле). На песню Trollhammaren был снят клип, и она стала одним из главных хитов группы.

## Список композиций
1. «Vindfärd / Människopesten» (Путь Ветра/Человеческий Мор) — 5:36
2. «Eliytres» (Элийтрес[1]) — 3:46
3. «Fiskarens Fiende» (Враг Рыбака) — 3:47
4. «Trollhammaren» (Молот Тролля) — 3:32
5. «Nattfödd» (Рождённый в ночи) — 4:51
6. «Ursvamp» (Древний Гриб) — 2:02
7. «Marknadsvisan» (Песнь Рынка) — 1:59
8. «Det Iskalla Trollblod» (Ледяная Кровь Тролля) — 3:54
9. «Grottans Barn» (Дети Пещеры) — 4:36
10. «Rök» (Дым) — 2:23

## Авторство
Композитор большинства композиций — Тролльхорн (Хенри Сорвали), кроме:
- «Eliytres», «Fiskarens Fiende» и «Trollhammaren» — соавторы Тролльхорн и Тундра
- «Marknadsvisan» — соавторы Тролльхорн, Раута и Тундра
- «Rök» — Раута

Авторы текстов — Тролльхорн и Вильска:
- песни 1, 7, 8, 9 — Тролльхон
- песни 2, 3, 4, 5, 6 — Вильска
- композиция 10 — инструментальная

## Состав группы
- Тапио Вильска — вокал
- Тролльхорн (Хенри Сорвали) — клавишные
- Тундра (Сами Ууситало) — бас-гитара
- Раута (Микаэль Карлбом) — гитара
- Скример (Самули Понсимаа) — гитара
- Бист Доминатор (Саму Руотсалайнен) — ударные